# Gerard Aafjes
Gerard Aafjes est un footballeur néerlandais né le 27 janvier 1985 à Mijdrecht.

## Palmarès
- FC Zwolle
  - Champion de D2 néerlandaise en 2012.